# 一路玩到掛
《一路玩到掛》是一部2007年美國劇情片，由羅伯·雷納執導，賈斯汀·札克漢編劇，杰克·尼科尔森與摩根·弗里曼領銜主演。尼科尔森飾演富翁艾德華，弗里曼飾演藍領修車工人卡特，兩名生活中毫無交集的中老年人因為罹癌而同住一間病房。在得知剩餘壽命不到一年後，艾德華與卡特列出一張「死前願望清單」，並決定一一將之實現。
本片於2007年12月25日圣诞节在美國有限上映，2008年1月11日起全面上映。本片以4500萬美元的預算獲得1.75億美元的票房佳績，但是影評界對本片的評價普遍兩極，影評家主要稱讚尼科尔森與弗里曼的演出表現，負面評論則集中在劇本。儘管評價不一，本片仍被國家評論協會選為年度十大電影之一。

## 劇情
- 目睹壯觀的景象
- 好心幫助一名陌生人
- 笑到掉眼淚
- 開一輛谢尔比野马跑車
- 親吻世上最美的女孩
- 刺青
- 高空跳傘
- 參觀巨石阵
- 在卢浮宫待一整週
- 親眼見到罗马
- 鬥牛
- 獵獅子
- 在La Chèvre d'Or用晚餐
- 親眼見到金字塔
- 马萨达
- 參觀泰姬瑪哈陵
- 香港
- 维多利亚瀑布
- 塞倫蓋蒂
- 恩戈罗恩戈罗火山口
- 參觀萬里長城在萬里長城上騎車
- 重新連絡

艾德華·派瑞曼·柯爾是成功的企業家，他的柯爾集團藉由將公營醫院私營化賺了大錢，生活奢侈且愛品麝香貓咖啡。如今他診斷得了癌症，因此住院接受化療。與他住同一間病房的是藍領修車工人卡特·錢伯斯，也是癌症病人。卡特是個博覽書籍、知識淵博的人，總能答對競猜節目《危险边缘》的題目。
艾德華結過四次婚，與唯一的女兒關係疏遠，沒有人來病房探望，只有私人助理湯瑪斯陪著他。卡特接受了實驗性療法，但最多仍只能再活一年。他的妻子薇吉妮亞希望他再轉院，但卡特拒絕。無意間，艾德華注意到卡特在一張紙上列出了死前願望清單（The Bucket List），卡特希望藉此來坦然面對死亡，但是艾德華決定插手，加了好幾個願望上去，並決定用自己的財富來與卡特一起實踐。
艾德華帶著卡特開始一件一件實現清單上的願望，包含高空跳傘和賽車。兩人也前往各國景點，例如泰姬瑪哈陵和金字塔，但在要爬珠穆朗瑪峰（滿足卡特的「目睹壯觀的景象」）時因天候不佳而放棄。薇吉妮亞希望艾德華不要帶著卡特亂來，但卡特不願聽。在參觀香港時，艾德華安排一名女子安潔莉卡與卡特搭話，卡特婉拒她之後想起了妻子，決定回家。回程途中，卡特說服湯瑪斯，企圖讓艾德華去見女兒並修復關係，但艾德華惱羞成怒而鬧翻。
卡特與家人團聚，但在要與妻子親熱時，卡特病發昏倒，必須動手術才能保住性命，成功機率並不高。在手術前，艾德華陪著卡特，卡特將隱瞞已久的事告訴他：麝香貓咖啡其實是以椰子猫的糞便製成，兩人笑出了眼淚。完成心願「笑到掉眼淚」之後，卡特請求艾德華代替他完成這份清單。卡特手術失敗死亡，艾德華在他的葬禮上致詞。艾德華也前去與女兒見面，並驚喜地發現自己有了孫女。
艾德華之後活到了81歲才過世，湯瑪斯帶著他的骨灰到珠穆朗瑪峰上，將之與卡特的骨灰放在一起，拿出死前願望清單劃掉最後一項未完成的「目睹壯觀的景象」，然後將那張紙放在兩個裝骨灰的罐子之間。

## 演員
- 杰克·尼科尔森飾演艾德華·派瑞曼·柯爾（Edward Perriman Cole）：白手起家的富豪。
- 摩根·弗里曼飾演卡特·錢伯斯（Carter Chambers），藍領修車工人，年輕時曾夢想成為歷史教授。本片的旁白。
- 肖恩·海斯飾演湯瑪斯（Thomas）：柯爾的私人助理，本名其實是馬太（Matthew）。
- 比佛利·陶德（英语：Beverly Todd）飾演薇吉妮亞（Virginia）：卡特的妻子。
- 羅伯·莫羅飾演霍林斯醫生（Dr Hollins）
- 羅威娜·金（英语：Rowena King）飾演安潔莉卡（Angelica）：在香港搭訕卡特的女子。
- 瑟蕾娜·里德（英语：Serena Reeder）飾演瑞秋：卡特的女兒。
- 珍妮佛·德法蘭西斯柯（Jennifer DeFrancisco）飾演艾蜜莉·柯爾（Emily Cole）：艾德華的女兒
- 泰勒·安·湯普森（英语：Taylor Ann Thompson）飾演艾德華的孫女

## 製作
本片的劇本由賈斯汀·札克漢創作，他在1999年列了一份清單「賈斯汀在死前要做的事情清單」（Justin’s list of things to do before he kicks the bucket），寫完之後，他想出了一個更簡潔的名稱「賈斯汀的死前願望」（Justin’s bucket list）。札克漢將清單固定在牆上，幾年後他想到可以用這個清單當作劇本題材，便寫下了本片的劇本。札丹/梅隆製片公司（Zadan/Meron Productions）的製片人崔維斯·納克斯（Travis Knox）買下了這份劇本。
2006年6月28日，《綜藝雜誌》報導了本片的製作計畫，羅伯·雷納擔任導演，杰克·尼科尔森與摩根·弗里曼領銜主演。該陣容組成的順序是：納克斯先邀請了雷納來當導演，雷納邀請弗里曼，然後在弗里曼的建議下，雷納聯繫了尼科尔森。2006年9月7日，華納兄弟成為本片的贊助商兼發行商，拍攝即將於同年11月6日開始。2006年10月12日，報導稱瑟蕾娜·里德將飾演卡特的女兒。2007年2月8日，泰勒·安·湯普森確認飾演艾德華的孫女。
本片的預算為4500萬美元。由於尼科尔森的健康出現問題，本片晚了一個月才開始拍攝，不過這個經驗對他詮釋角色有幫助。主体拍摄於2006年12月11日正式開始，大約在2007年4月結束，主要在洛杉矶進行。兩位主人翁環遊世界的橋段並未實際出國取景，而是借助了特效（如綠幕）。

## 上映
《一路玩到掛》於2007年12月16日星期日在圆顶剧院舉行首映禮。隨後，本片於2007年12月25日起在美國有限上映，2008年1月11日開始全美上映。

### 票房
本片於2007年12月25日圣诞节在16家電影院有限上映（分布於纽约、洛杉矶和多伦多），首週末三天收穫16萬美元，至次週末結束時已累積100萬美元。本片自第三週起在全美2,911家電影院上映，並以1939萬美元登上週末冠軍，同時也成為本片導演羅伯·雷納生涯最賣座的作品。第四個週末適逢马丁·路德·金纪念日，本片收穫1666萬美元排名第三，僅次於新片《科洛弗檔案》和《27件禮服的秘密》。
截止至下檔日，本片的全美票房總計為9346萬美元，全球總票房則達到1.753億美元。在所有2007年電影中，本片的全美票房排行第31名，全球票房排行第29名。

## 迴響

### 影評
根据評論匯總网站爛番茄汇总的178篇评论文章，40%的评论家给予该作正面评价，平均打分为5.20分（满分10分）。该网站总结的评论家共识是“《一路玩到掛》的劇本過度煽情傷感，即便兩位主演真情演出也無法挽救。”在Metacritic網站上，本片得到「褒貶不一或中庸」的綜合評分，獲得了42/100分（34位影評人）。據美國CinemaScore所進行的調查，觀眾的平均評價於A+至F間落於「A-」。

### 獎項
| 獎名/影展名                | 頒獎日期                                  | 獎項                       | 入圍者         | 結果   | 來源          |
| -------------------------- | ----------------------------------------- | -------------------------- | -------------- | ------ | ------------- |
| 國家評論協會獎             | 2007年12月6日（公布得獎者） 2008年1月15日 | 年度十大電影               | 《一路玩到掛》 | 入選   | [ 25 ]        |
| 《村聲》電影票選獎         | 2008年                                    | 最差影片                   | 《一路玩到掛》 | 第一名 | [ 26 ]        |
| 美國退休者協會成年人電影獎 | 2008年2月4日                              | 最佳成年人電影             | 《一路玩到掛》 | 提名   | [ 27 ]        |
| 美國退休者協會成年人電影獎 | 2008年2月4日                              | 最佳搭檔電影               | 《一路玩到掛》 | 獲獎   | [ 27 ]        |
| 金膠捲獎                   | 2008年2月23日                             | 最佳長片對白與同步對嘴錄音 | 《一路玩到掛》 | 提名   | [ 29 ] [ 30 ] |
| 葛萊美獎                   | 2009年2月8日                              | 最佳影視歌曲               | 約翰·梅爾Say   | 提名   | [ 31 ]        |
| 日本電影學院獎             | 2009年2月20日                             | 最佳外語片                 | 《一路玩到掛》 | 提名   | [ 32 ]        |

## 備註
1. ↑  劃線表示該願望曾被提出，但後來被刪掉或修改。
2. ↑  在英語裡，“Kick The Bucket” 是用來解釋一個人已經過世了。意思相當於「翹辮子」和「兩腳一伸」兩詞。“The Bucket List”的意思就是一張一定要（或者最好）在死前全部完成的清單。
3. ↑  超越《義海雄風》[11]的1551萬美元[15]。
4. ↑  原文：
5. ↑  與《南方傳奇》並列。

## 腳註
1. 1 2 3 4  Box Office Mojo上《一路玩到掛》的資料（英文）
2. 1 2  Zimmer, Ben. . The Wall Street Journal. 2015-05-29  [2015-05-29]. （原始内容存档于2015-05-29） （英语）.
3. 1 2 3  Fleming, Michael. . Variety. 2006-06-29  [2024-08-27]. （原始内容存档于2024-08-27） （美国英语）.
4. ↑  Fleming, Michael. . Variety. 2006-09-08  [2024-08-27]. （原始内容存档于2024-08-28） （美国英语）.
5. ↑  Dodd, Stacy. . Daily Variety. 2006-10-12 （美国英语）. EBSCOhost 22751892
6. ↑  Dodd, Stacy. . Daily Variety. 2007-02-08 （美国英语）. EBSCOhost 24000464
7. 1 2  Sneider, Jeff. . Variety. 2007-11-30  [2024-08-27]. （原始内容存档于2024-08-28） （美国英语）.
8. ↑  Cisneros, Sandy. . The Hollywood Reporter. Vol. 398. Mar 27-Apr 2, 2007: 29-30,32-34,36-40 （美国英语）. ProQuest 235371438
9. ↑  Cisneros, Sandy. . The Hollywood Reporter. Vol. 398. Apr 3-Apr 9, 2007: 23-28,30-34,36-38 （美国英语）. ProQuest 235411424
10. 1 2  Perry, Byron. . Variety. 2007-12-18  [2024-08-27]. （原始内容存档于2024-08-28） （美国英语）.
11. 1 2 3  Hayes, Dade. . Variety. 2008-01-13  [2024-08-27]. （原始内容存档于2024-08-10） （美国英语）.
12. ↑  McClintock, Pamela. . Variety. 2007-12-26  [2024-08-27]. （原始内容存档于2024-08-09） （美国英语）.
13. ↑  D'Alessandro, Anthony. . Variety. 2008-01-05  [2024-08-27] （美国英语）.
14. 1 2  . Box Office Mojo.   [2024-08-27]. （原始内容存档于2022-10-16） （英语）.
15. ↑  . Box Office Mojo.   [2024-08-27]. （原始内容存档于2024-04-26） （英语）.
16. ↑  McClintock, Pamela. . Variety. 2008-01-21  [2024-08-27]. （原始内容存档于2021-08-02） （美国英语）.
17. ↑  . Box Office Mojo.   [2024-08-03]. （原始内容存档于2021-12-26） （英语）.
18. ↑  . Box Office Mojo.   [2013-01-07]. （原始内容存档于2013-01-07） （英语）.
19. ↑  爛番茄上《一路玩到掛》的資料（英文）
20. ↑  Metacritic上《一路玩到掛》的資料（英文）
21. ↑  需在下面的搜索框输入电影原名，页面会自动显示评分：. CinemaScore.   [2024-08-27]. （原始内容存档于2022-04-13） （英语）.
22. ↑  Rich, Joshua. . Entertainment Weekly. 2008-01-14  [2024-08-27]. （原始内容存档于2023-10-07） （英语）.
23. ↑  Goldstein, Gregg; The Associated Press. . The Hollywood Reporter. 2007-12-06  [2024-08-27]. （原始内容存档于2024-08-27） （美国英语）.
24. ↑  . Entertainment Weekly.   [2024-08-27]. （原始内容存档于2024-08-27） （英语）.
25. ↑  . National Board of Review.   [2024-08-27]. （原始内容存档于2020-07-30） （美国英语）.
26. ↑  . The Village Voice.   [2008-04-10]. （原始内容存档于2008-04-10） （英语）.
27. ↑  Newcott, Bill. . AARP: The Magazine（英语：AARP: The Magazine）. March 2008  [2024-08-27]. （原始内容存档于2018-07-30） （英语）.
28. ↑  . Motion Picture Sound Editors.   [2008-02-29]. （原始内容存档于2008-02-29） （英语）.
29. ↑  Giardina, Carolyn; The Associated Press. . The Hollywood Reporter. 2008-01-28  [2024-08-27]. （原始内容存档于2018-06-18） （美国英语）.
30. ↑  . Motion Picture Sound Editors.   [2008-02-29]. （原始内容存档于2008-02-29） （英语）.
31. ↑  . MTV. 2009-02-08  [2010-07-12]. （原始内容存档于2009-02-15） （英语）.
32. ↑  . .   [2024-08-27]. （原始内容存档于2019-04-03） （日语）.